# Куартучу
Куарту̀чу (на италиански: Quartucciu; на сардински: Cuartu Tùcciu, Куарту Тучу) е град и община в Южна Италия, провинция Каляри, автономен регион и остров Сардиния. Разположен е на 14 m надморска височина. Населението на общината е 12 844 души (към 2010 г.).